# Vetenskapsåret 1750

## Händelser

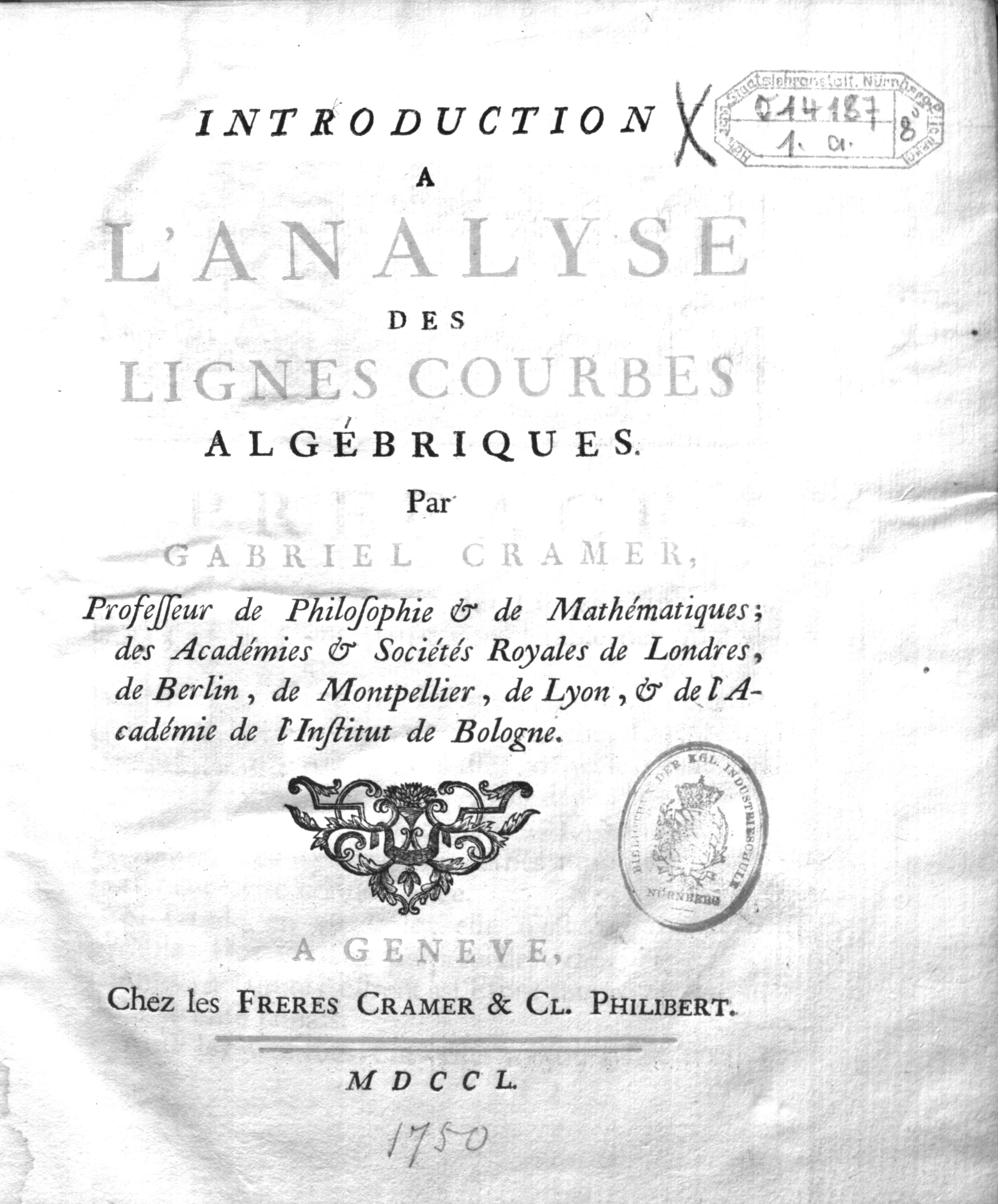
Framsidan till Introduction à l'analyse des lignes courbes algébriques.

- Thomas Wright föreslår att Vintergatan är ett skivformat system av planeter med solsystemet i centrum.
- Gabriel Cramer publicerar Introduction à l'analyse des lignes courbes algébriques om algebraiska kurvor.

## Pristagare
- Copleymedaljen: George Edwards, brittisk ornitolog.

## Födda
- 18 januari - Johann Gottlob Schneider (död 1822), tysk zoolog.
- 16 mars - Caroline Herschel (död 1848), tyskfödd engelsk astronom.
- 13 maj - Lorenzo Mascheroni (död 1800), italiensk matematiker.
- 5 juli - Aimé Argand (död 1803), schweizisk fysiker och kemist.
- 8 oktober - Adam Afzelius (död 1837), svensk botaniker.
- Aaron Arrowsmith (död 1823), engelsk kartograf.
- Jean Nicolas Fortin (död 1831), fransk fysiker.
- Christian Konrad Sprengel (död 1816), tysk botaniker och teolog.
- Maria Lullin (död 1831), schweizisk entomolog.

## Avlidna
- 25 april - Olof Petrus Hjorter (född 1696), svensk astronom.